# Polymorphie (Stoffeigenschaft)
Als Polymorphie (griechisch polymorphia ‚Vielgestaltigkeit‘) wird das Phänomen bezeichnet, dass ein chemisches Element, eine chemische Verbindung oder ein Mineral in mehreren Kristallformen (Modifikationen) auftritt. Die Bezeichnung wurde 1821 von Eilhard Mitscherlich geprägt.
Polymorphe Substanzen haben die gleiche chemische Zusammensetzung (Stöchiometrie), unterscheiden sich aber in der räumlichen Anordnung der Atome und haben unterschiedliche Eigenschaften. Die Bildung verschiedener Modifikationen einer Substanz kann durch Einflüsse wie Druck und/oder Temperatur hervorgerufen werden (Solvothermalsynthese). Modifikationen kristalliner Substanzen unterscheiden sich in ihrer Kristallstruktur.
In einigen Fällen unterscheiden sich die Modifikationen bereits durch ihr äußeres Erscheinungsbild. Unterschiedliches Aussehen allein ist kein ausreichender Hinweis auf Polymorphie, so verfügen unterschiedlich geformte Eisblumen an einem Fenster alle über das gleiche Kristallgitter. Auf atomarer Ebene enthüllt die Kristallstrukturanalyse die Unterschiede im Aufbau der untersuchten Substanzen.

## Begriffe
Dimorphie steht für Verbindungen mit zwei Modifikationen, Trimorphie für solche mit drei, Tetramorphie für welche mit vier und so weiter. Tritt eine spiegelbildliche Modifikation auf, wird sie als Enantiomorphie bezeichnet. Ist die direkte Umwandlung nur in einer Richtung möglich ist, spricht man von Monotropie. Eine besondere Form der Polymorphie ist die Polytypie, welche bei chemischen Verbindungen auftritt, die in Schichtgittern kristallisieren, wie Siliciumcarbid oder Siliciumnitrid.
Kommt ein chemisches Element in verschiedenen Zustandsformen vor, spricht man von Allotropie und nicht Polymorphie.

## Bedeutung
Der Begriff Polymorphie spielt heute nicht nur in der Mineralogie und Chemie, sondern auch in der Pharmazie und den Werkstoffwissenschaften eine Rolle.

### Arzneimittel
Bei pharmazeutischen Wirkstoffen wird davon ausgegangen, dass weit mehr als die Hälfte in mehreren Kristallformen existieren. Manche sagen, dass die Anzahl der bekannten Modifikationen einer Verbindung proportional zum Aufwand ist, der für die Erforschung dieser Verbindung aufgewendet wird. Weil sich die Eigenschaften von Modifikationen einer Verbindung unterscheiden, kann dies Einfluss auf die Bioverfügbarkeit von Medikamenten haben. Auch ist die physikalische Stabilität einer festen oder halbfesten Arzneimittelzubereitung abhängig von der eingesetzten Modifikation der Wirkstoffe und Hilfsstoffe. Ebenso können unterschiedliche Eigenschaften die Herstellung, Verarbeitung und Lagerung von Medikamenten beeinflussen. Wichtig für die Wirksamkeit von Medikamenten ist die Wirkstofffreisetzung und Löslichkeit. Gerade moderne Wirkstoffe bestehen aus immer komplexeren Molekülen, deren Löslichkeit oft schlechter ist. Experten der Pharmazeutischen Technologie suchen nach Modifikationen mit besserer Löslichkeit. Zum Einsatz kommen dafür verschiedene Messverfahren wie Thermoanalyse und Kalorimetrie, Schwingungsspektroskopie, Röntgenbeugung, sowie die Licht- und Elektronenmikroskopie.
Bei der Zulassung neuer Arzneimittel werden vom Produzenten eines Wirkstoffs detaillierte Angaben zu den verschiedenen polymorphen Formen verlangt. Meist werden heute nur einzelne Kristallmodifikationen einer Substanz zugelassen. Relevant kann die Polymorphie auch für die Patentierung von Wirkstoffen sein. Ein bekanntes Beispiel war das lange Zeit umsatzstarke Magenmittel Zantac, für das der Hersteller GlaxoSmithKline die Patentierung einer neuen Modifikation beantragte, um Generika-Hersteller am Markteintritt zu hindern, obwohl das Patent auf die ursprüngliche Modifikation bereits abgelaufen war.
Im Jahr 1998 musste das Medikament Ritonavir vom Hersteller überraschend zurückgerufen werden. Eine zweite Form des Wirkstoffs hatte sich als stabiler als die erste, ursprünglich zugelassene Form erwiesen. In der Produktion hemmte diese Form II das Wachstum der Form I. Weil die Form II aufgrund ihrer schlechteren Löslichkeit bei oraler Einnahme ungenügend vom Körper aufgenommen wurde, erwiesen sich die Kapseln damit als weitgehend wirkungslos. Durch eine neue Formulierung konnte das Arzneimittel später wieder auf den Markt gebracht werden. Inzwischen wurde eine weitere Form des Wirkstoffs entdeckt.
Viele am Markt befindliche Arzneimittel verfügen über mehrere Modifikationen, von Paracetamol sind mindestens zwei Modifikationen (monoklin und orthorhombisch) bekannt, wobei zweitere leichter zu Tabletten gepresst werden kann. Das Antihypertonikum Candesartancilexetil tritt ebenfalls in verschiedenen Kristallformen auf.
Der Polymorphismus von Wirkstoffen unterscheidet sich von genetischen Polymorphismen, dem Auftreten einer Genvariation in einer Population, die ebenfalls Einfluss auf die Wirkung von Arzneimitteln haben kann, und von der Pharmakogenetik untersucht wird.

### Sprengstoffe
Der Sprengstoff Trinitrotoluol (TNT) kann in zwei verschiedenen Modifikationen auftreten, die sich schon anhand ihrer Farbe unterscheiden lassen. Die stabile, monokline Form bildet hellgelbe, nadelförmige Kristalle, eine metastabile, orthorhombische Form bildet orange Kristalle. Vom chemischen Sprengstoff Hexanitroisowurtzitan (HNIW, CL20) sind vier Modifikationen bekannt.

## Andere Beispiele

### Elemente
- Kohlenstoff tritt in den Modifikationen Graphit und Diamant (natürliche Vorkommen als Minerale) sowie Fullerene, Graphen und Cyclo[18]carbon auf. Diamant ist ein Isolator, während Graphit ein anisotroper Leiter ist.
- α-Schwefel, β-Schwefel (Mineral Klinoschwefel) und γ-Schwefel (Mineral Rosickýit) sind Modifikationen von Schwefel.
- Weißer Phosphor, roter Phosphor, schwarzer Phosphor und violetter Phosphor sind Modifikationen von Phosphor.
- Selen kommt in fünf Modifikationen vor.
- Zinn kommt als α-Zinn, β-Zinn und γ-Zinn vor (Zinnpest).
- Umwandlung der Elementarzelle von Eisen bei bestimmten Temperaturen: kubisch raumzentriertes δ-Ferrit, kubisch flächenzentrierte γ-Eisen (Austenit), kubisch raumzentrierte α-Eisen (Ferrit).

### Natürliche Verbindungen (Minerale)
- Von Siliciumdioxid kommen in der Natur Quarz (unter Normalbedingungen stabile Form), als Hochtemperatur-Modifikationen Tridymit und Cristobalit sowie als Hochdruck-Modifikationen Coesit und Stishovit (jeweils metastabil) vor.
- Aluminiumoxid (Al2O3) kommt in der Natur als trigonaler Korund und kubischer Deltalumit (Tonerde) vor. Bei der Verarbeitung von Bauxit zu Aluminium spielen noch diverse weitere, synthetische Modifikationen eine Rolle.
- Drei Modifikationen des Calciumcarbonats sind orthorhombischer Aragonit, trigonaler Calcit (auch Kalkspat) und hexagonaler Vaterit.
- Pyrit (kubisch) und Markasit (orthorhombisch) sind natürliche Modifikationen von Eisen(II)-disulfid (FeS2).
- Drei Modifikationen des Aluminiumsilikats Al2SiO5 sind Andalusit, Disthen und Sillimanit.
- Anatas, Brookit und Rutil sind die drei bekanntesten natürlichen Modifikationen von Titandioxid.

### Synthetische Verbindungen
- Ammoniumnitrat (NH4NO3) tritt in fünf Modifikationen auf.
- Die kristallinen Bereiche in isotaktischem Polypropylen, einem teilkristallinen Kunststoff, treten als monokline (α-Form), pseudohexagonale (β-Form) und unter besonderen Bedingungen auch trikline (γ-Form) Modifikationen auf.

Auch manche organische Moleküle wie Pigmente und Fette können im kristallinen Zustand polymorph sein. Die Modifikationen unterscheiden sich dann in der unterschiedlichen Packung der Moleküle im Kristall und damit in der Regel in den Raumgruppen und Gitterparametern.